# Петр (Холмогорцев)

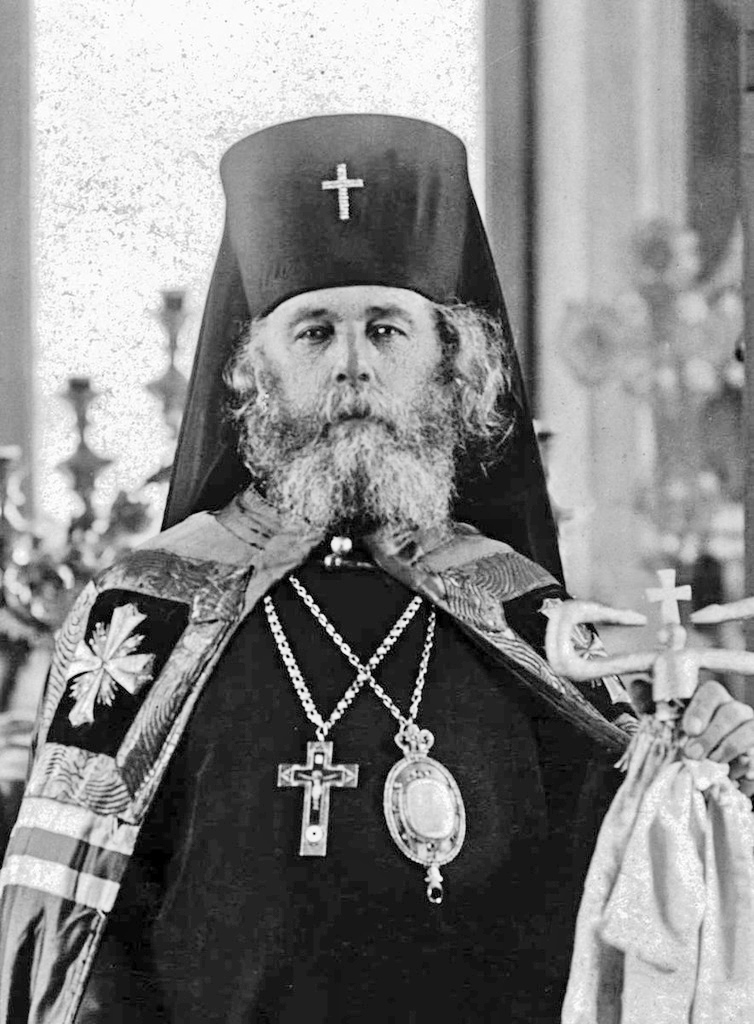
Архиепископ Петр (Холмогорцев)

Петр (в миру Пётр Георгиевич Холмогорцев; 22 июня (4 июля) 1871, Челябинск — 19 октября 1937, Свердловск) — епископ, один из лидеров Григорианского раскола, григорианский митрополит Свердловский и Челябинский.

## Биография
Родился 22 июня 1871 году в семье священника в Челябинске.
В 1893 году окончил Оренбургскую духовную семинарию.
13 сентября 1893 года был рукоположен в священники и назначен в село Петухово.
15 сентября 1893 года перемещён по прошению в храм села Столбово Оренбургской епархии.
С 1898 года служил при Казанско-Богородицком храме в с. Птичье, был челябинским уездным наблюдателем церковных школ, с 7 июля 1898 года — благочинный 24-го округа.
5 февраля 1912 года назначен настоятелем челябинского Христорождественского кафедрального собора. 26 февраля 1912 года возведён в сан протоиерея и назначен благочинным городских церквей.
Законоучитель в Челябинском реальном училище, возглавлял Совет епархиального женского училища (с 1912), был депутатом от духовенства на собр. Челябинского уездного земского собрания (с 1913), почетный член Челябинского отделения Училищного совета.
11 июня 1917 года собранием духовенства и мирян был избран председателем Челябинского окружного совета. После ухода из города войск Колчака и прихода Красной армии 27 сентября 1919 года был арестован и обвинён в сотрудничестве с Белой армией. В его защиту выступили прихожане и церковные организации Челябинска. Решением Сибревкома от 8 ноября 1919 года дело было прекращено.
Обновленчества не принял, в связи с чем был запрещён в служении архиепископом Гавриилом (Ландышевым), решению которого не подчинился. Возглавил приход Александро-Невской церкви. В 1924 году после публикации в печати текста несостоявшегося соглашения между патриархом Тихоном и одним из лидеров обновленчества В. Д. Красницким от имени прихода заявил об автокефалии Александро-Невской общины.
В 1924—1930 годы настоятель Александро-Невской церкви Челябинска.
В 1925 году присоединился к григорианскому расколу. Овдовел.
В ноябре 1927 года в Москве хиротонисан в епископа Челябинского. В 1929 году под его началом находилось 50 общин.
В начале 1932 года по настоянию митрополита Григория (Яцковского) переехал в Свердловск. Возведён в сан архиепископа.
С апреля 1932 года после смерти основателя григорианского раскола митрополита Григория (Яцковского) занял его кафедру, с титулом «архиепископ Челябинский и Свердловский». Совершил чин отпевания митрополита Григория.
Кафедра Свердловского архиерея находилась в Иоанно-Предтеченском храме.
В 1934 году замещал во время отпуска григорианского митрополита Виссариона (Зорина), председателя ВВЦС.
В 1935 году возведён в сан митрополита.
6 мая 1937 года арестован и 17 октября приговорен тройкой УНКВД по Свердловской области к расстрелу. Расстрелян в Свердловске 19 октября 1937 года.
Реабилитирован посмертно решением Военного трибунала УрВО от 19 апреля 1956 года.

## Награды
- скуфья (1899)
- камилавка (1904)
- наперсный крест от Св. Синода (1908)
- Орден Святой Анны III степени (1912)